# أدي إيوان سيتايوان
أدي إيوان سيتايوان (بالإندونيسية: Ade Iwan Setiawan)‏ هو لاعب كرة قدم إندونيسي في مركز الدفاع، ولد في 19 مارس 1984 في إندونيسيا. لعب مع Persiwa Wamena ‏.

## وصلات خارجية
- أدي إيوان سيتايوان على موقع قاعدة بيانات كرة القدم.إي يو (الإنجليزية)
- أدي إيوان سيتايوان على موقع Soccerway.com (الإنجليزية)